# Ngựa Karacabey
Ngựa Karacabey là một giống ngựa đã tuyệt chủng. Nó là một con ngựa cưỡi nhẹ có nguồn gốc từ Thổ Nhĩ Kỳ.

## Lịch sử
Sau khi Thổ Nhĩ Kỳ thành lập một quốc gia độc lập, người Thổ Nhĩ Kỳ đã nhân giống ngựa mà họ gọi là Karacabey tại Trại ngựa giống Karacabey. Giống ngựa này được phát triển bằng cách lai giống giữa một dòng ngựa Ả Rập Thổ Nhĩ Kỳ được lai tạo đặc biệt cho các cuộc đua với các cá thể ngựa Anadolu bản địa.
Các cá thể ngựa trình diễn nhảy cao tốt bắt đầu được nhập khẩu từ Pháp và Đức, và giống Karacabey bị lãng quên vì sự ưu ái với các giống ngựa khác, vốn kỳ lạ. Một lý do khác cho sự suy giảm của giống ngựa này là sự cạnh tranh từ xe cơ giới; Chính phủ quyết định không còn cần giống ngựa này nữa. Trại ngựa giống Karacabey đã ngừng tất cả việc nhân giống ngựa Karacabey vào năm 1980, và khoảng 3.000 con ngựa đã được bán đấu giá cho công chúng. Trong một thời gian ngắn, lai với các giống ngựa Thổ Nhĩ Kỳ khác, Karacabey gần như biến mất, và ngày nay không có ngựa Karacabey ở Thổ Nhĩ Kỳ. Trớ trêu thay, gần như ngay khi giống ngựa này biến mất, các giống ngựa thể thao đã trở nên nổi tiếng hơn bao giờ hết trên toàn thế giới, và các quan chức Thổ Nhĩ Kỳ vô cùng hối hận về sự mất mát của giống ngựa tốt này. Trại ngựa giống Karacabey hiện cho lai và sinh sản Ngựa Ả Rập, Ngựa Haflinger và Ngựa lai Haflinger.